# Lijst van Belgische ambassades

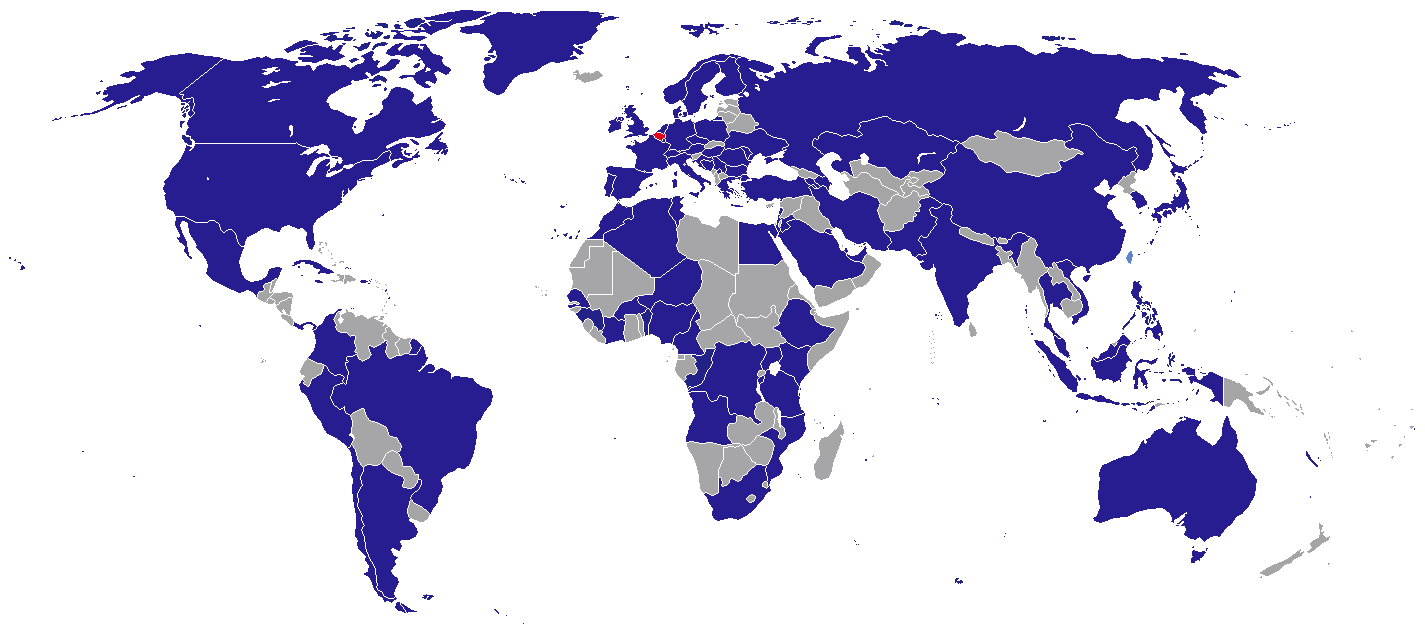
Landen met een Belgische diplomatieke missie

Dit is een lijst van Belgische ambassades.

## Overzicht

### Europa

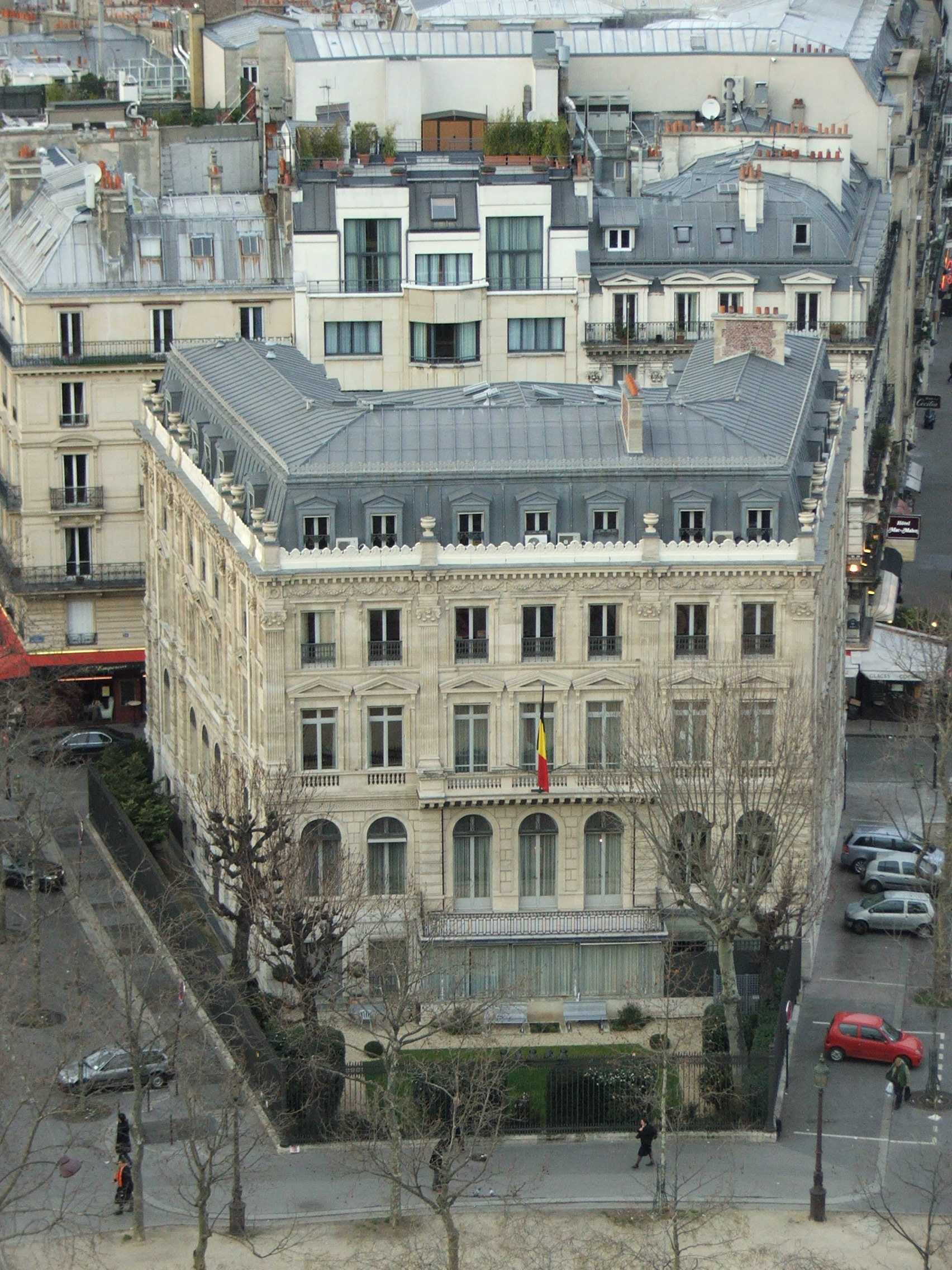
De Belgische ambassade in de Franse hoofdstad Parijs.

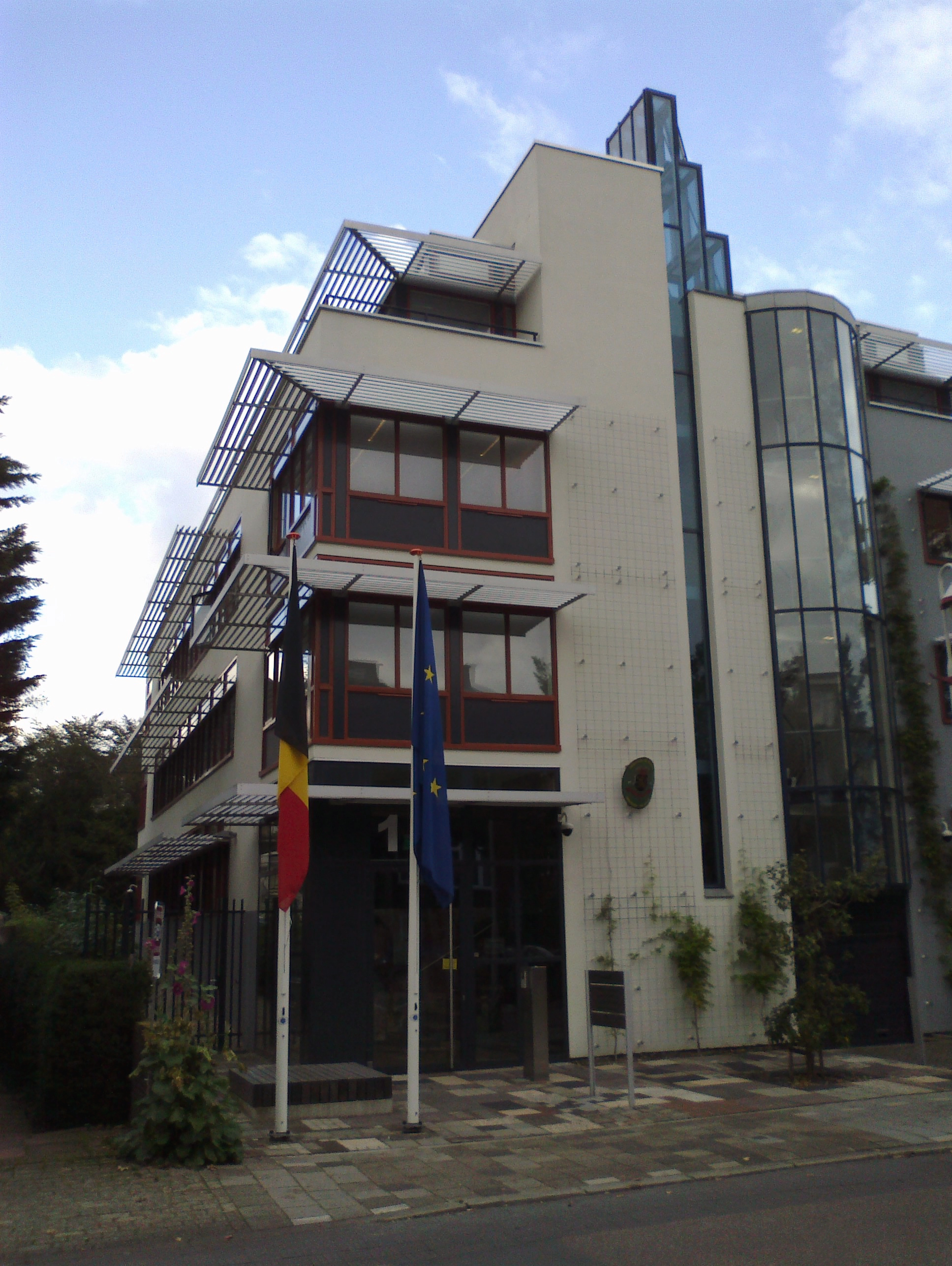
De Belgische ambassade in de Nederlandse stad Den Haag.

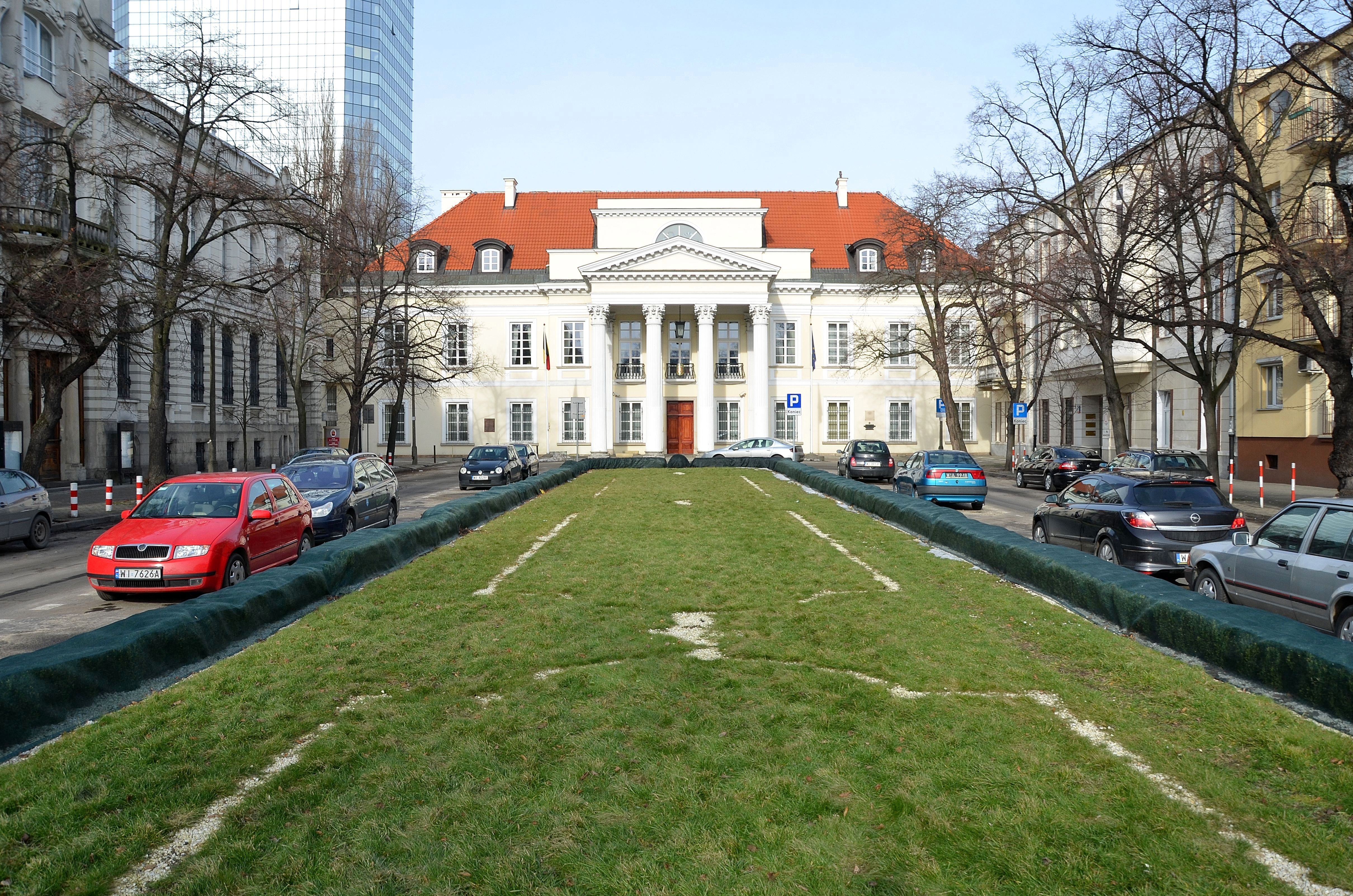
De Belgische ambassade in de Poolse hoofdstad Warschau.

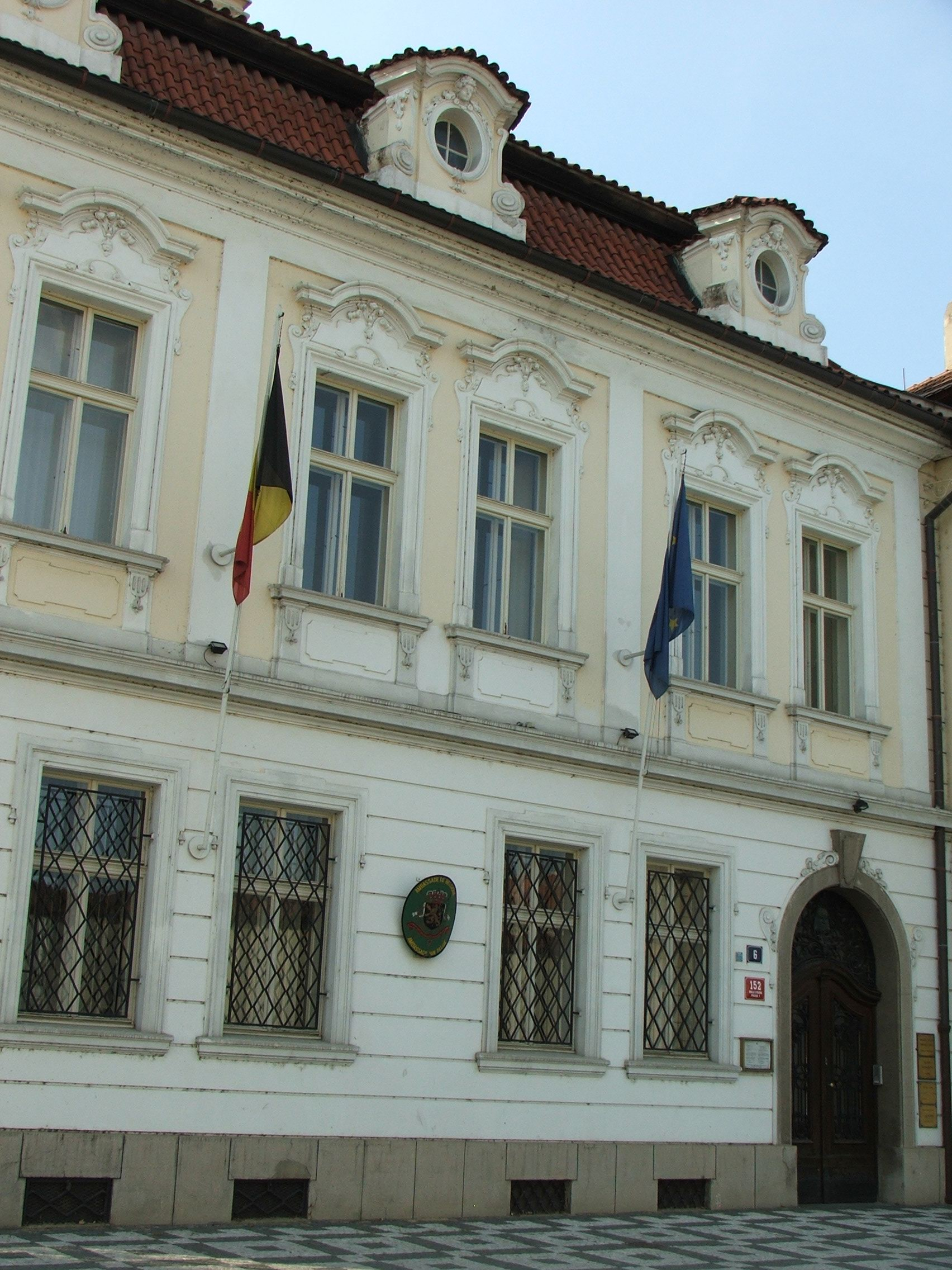
De Belgische ambassade in de Tsjechische hoofdstad Praag.

| Land                | Stad                               | Ambassadeur/consul             |
| ------------------- | ---------------------------------- | ------------------------------ |
| Bulgarije           | Sofia                              | Frédéric Meirice               |
| Denemarken          | Kopenhagen                         | Michiel Maertens               |
| Duitsland           | Berlijn                            | Geert Muylle                   |
| Finland             | Helsinki                           | Alexis de Crombrugghe          |
| Frankrijk           | Parijs                             | François de Kerchove d'Exaerde |
| Frankrijk           | Marseille (consulaat)              | Anne-France Jamart             |
| Griekenland         | Athene                             | Françoise Gustin               |
| Heilige Stoel       | Rome                               | Patrick Renault                |
| Hongarije           | Boedapest                          | Siegfried Peinen               |
| Ierland             | Dublin                             | Karen Van Vlierberge           |
| Italië              | Rome                               | Pierre-Emmanuel De Bauw        |
| Kosovo              | Pristina                           | Grégoire Cuvelier              |
| Kroatië             | Zagreb                             | Nicolaas Buyck                 |
| Luxemburg           | Luxemburg                          | Thomas Lambert                 |
| Nederland           | Den Haag                           | Anick Van Calster              |
| Noorwegen           | Oslo                               | Frank Arnauts                  |
| Oekraïne            | Kiev                               | Peter Van de Velde             |
| Oostenrijk          | Wenen                              | Caroline Vermeulen             |
| Polen               | Warschau                           | Rik Van Droogenbroeck          |
| Portugal            | Lissabon                           | Serge Wauthier                 |
| Roemenië            | Boekarest                          | Philippe Benoit                |
| Rusland             | Moskou                             | Marc Michielssen               |
| Rusland             | Sint-Petersburg (consulaat)        | gesloten                       |
| Servië              | Belgrado                           | Cathy Buggenhout               |
| Spanje              | Madrid                             | Gerard Cockx                   |
| Spanje              | Alicante (consulaat)               | Mia Van Lil                    |
| Spanje              | Barcelona (consulaat)              | Pierre Brusselmans             |
| Spanje              | Santa Cruz de Tenerife (consulaat) | Patrizio Ventura               |
| Tsjechië            | Praag                              | Jurgen Van Meirvenne           |
| Turkije             | Ankara                             | Paul Huynen                    |
| Turkije             | Istanboel (consulaat)              | Tim Van Anderlecht             |
| Verenigd Koninkrijk | Londen                             | Bruno van der Pluijm           |
| Zweden              | Stockholm                          | Carl Peeters                   |
| Zwitserland         | Bern                               | Pascal Heyman                  |

### Afrika
| Land           | Stad                   | Ambassadeur/consul       |
| -------------- | ---------------------- | ------------------------ |
| Algerije       | Algiers                | Alain Leroy              |
| Angola         | Luanda                 | Jozef Smets              |
| Benin          | Cotonou                | Martin De Roover         |
| Burkina Faso   | Ouagadougou            | Jean-Jacques Quairiat    |
| Burundi        | Bujumbura              | Alain Van Gucht          |
| Congo-Kinshasa | Kinshasa               | Johan Indekeu            |
| Congo-Kinshasa | Lubumbashi (consulaat) | Hilde Van Inthoudt       |
| Egypte         | Caïro                  | François Cornet d'Elzius |
| Ethiopië       | Addis Abeba            | Stefaan Thijs            |
| Ivoorkust      | Abidjan                | Michael Wimmer           |
| Kameroen       | Yaoundé                | Eric Jaquemin            |
| Kenia          | Nairobi                | Peter Maddens            |
| Mali           | Bamako                 | Jurgen van Meirvenne     |
| Marokko        | Rabat                  | Véronique Petit          |
| Niger          | Niamey                 | Myriam Bacquelaine       |
| Nigeria        | Abuja                  | Daniel Bertrand          |
| Oeganda        | Kampala                | vacant                   |
| Rwanda         | Kigali                 | Bert Versmessen          |
| Senegal        | Dakar                  | Hubert Roisin            |
| Tanzania       | Dar es Salaam          | Peter Huyghebaert        |
| Tunesië        | Tunis                  | François Dumont          |
| Zuid-Afrika    | Pretoria               | Paul Jansen              |
| Zuid-Afrika    | Kaapstad (consulaat)   | Mathias Bogaert          |

### Amerika
| Land             | Stad                       | Ambassadeur/consul   |
| ---------------- | -------------------------- | -------------------- |
| Argentinië       | Buenos Aires               | Karl Dhaene          |
| Brazilië         | Brasilia                   | Peter Claes          |
| Brazilië         | Rio de Janeiro (consulaat) | Daniel Dargent       |
| Brazilië         | São Paulo (consulaat)      | Matthieu Branders    |
| Canada           | Ottawa                     | Patrick Van Gheel    |
| Canada           | Montréal (consulaat)       | Geert Vansintjan     |
| Chili            | Santiago                   | Christian De Lannoy  |
| Colombia         | Bogota                     | Bert Schoofs         |
| Cuba             | Havana                     | Jean-Jaques Bastien  |
| Jamaica          | Kingston                   | Hugo Verbist         |
| Mexico           | Mexico-Stad                | Johan Verkammen      |
| Panama           | Panama-Stad                | Guy Sevrin           |
| Peru             | Lima                       | Mark Van de Vreken   |
| Verenigde Staten | Washington                 | Jean-Arthur Regibeau |
| Verenigde Staten | Atlanta (consulaat)        | Michel Gerebtzoff    |
| Verenigde Staten | Los Angeles (consulaat)    | Gunther Sleeuwagen   |
| Verenigde Staten | New York (consulaat)       | Filip Van Den Bulcke |

### Azië
| Land              | Stad                  | Ambassadeur/consul        |
| ----------------- | --------------------- | ------------------------- |
| Azerbeidzjan      | Bakoe                 | Michel Peetermans         |
| China             | Peking                | Jan Hoogmartens           |
| China             | Guangzhou (consulaat) | Luc Truyens               |
| China             | Shanghai (consulaat)  | Bruno Jans                |
| Filipijnen        | Manilla               | Michel Parys              |
| India             | New Delhi             | Didier Vanderhasselt      |
| India             | Chennai (consulaat)   | Mark Van de Vreken        |
| India             | Mumbai (consulaat)    | Frank Geerkens            |
| Indonesië         | Jakarta               | Frank Felix               |
| Iran              | Teheran               | Gianmarco Rizzo           |
| Israël            | Tel Aviv              | Jean-Luc Bodson           |
| Israël            | Jeruzalem (consulaat) | Wilfried Pfeffer          |
| Japan             | Tokio                 | Roxane de Bilderling      |
| Jordanië          | Amman                 | Serge Dickschen           |
| Kazachstan        | Astana                | Henri Vantieghem          |
| Koeweit           | Koeweit               | Marc Trentesau            |
| Libanon           | Beiroet               | Koen Vervaeke             |
| Maleisië          | Kuala Lumpur          | Peter Van Acker           |
| Pakistan          | Islamabad             | Charles Delogne           |
| Qatar             | Doha                  | William Asselborn         |
| Saoedi-Arabië     | Riyad                 | Pascal Gregoire           |
| Singapore         | Singapore             | Colette Taquet            |
| Thailand          | Bangkok               | Sibille de Cartier d'Yves |
| Ver. Ar. Emiraten | Abu Dhabi             | Antoine Delcourt          |
| Vietnam           | Hanoi                 | Karl Van Den Bossche      |
| Zuid-Korea        | Seoel                 | François Bontemps         |

### Oceanië
| Land      | Stad     | Ambassadeur/consul |
| --------- | -------- | ------------------ |
| Australië | Canberra | Michel Goffin      |

### Internationale instellingen
| Instelling       | Stad        | Ambassadeur/consul                |
| ---------------- | ----------- | --------------------------------- |
| Europese Unie    | Brussel     | Willem van de Voorde              |
| NAVO             | Brussel     | Ariadne Petridis                  |
| OESO             | Parijs      | Régine Vandriessche               |
| OVSE             | Wenen       | Didier Nagant de Deuxchaisnes     |
| Raad van Europa  | Straatsburg | Jean-Cédric Janssens de Bisthoven |
| Verenigde Naties | Genève      | Marc Pecsteen de Buytswerve       |
| Verenigde Naties | New York    | Philippe Kridelka                 |

## Benelux-samenwerking
De vestiging van Belgische, Nederlandse of Luxemburgse ambassades onder één dak (colocatie) kent een lange historie. Sinds het aantreden van het kabinet Di Rupo respectievelijk kabinet Rutte-Verhagen heeft het overleg met Nederland over colocatiemogelijkheden een vlucht genomen. Dit leidde in 2013 tot overeenstemming over colocaties in Caracas, Buenos Aires, Mexico-Stad en Kinshasa. Verder wordt inmiddels gesproken over gemeenschappelijke huisvesting in onder meer Washington, Seoel, Bamako, Pristina (ook met Luxemburg), Ottawa en Nicosia. Op 23 oktober 2014, tijdens een Benelux-top van de drie regeringsleiders in aanloop naar de Europese top van regeringsleiders, hebben de ministers-presidenten van de Benelux-landen besloten om de diplomatieke posten van de drie landen te optimaliseren, waar mogelijk samen te huisvesten en elkaar te vertegenwoordigen.
De Benelux-landen werken momenteel  al samen op diplomatiek vlak in het buitenland. Een efficiëntiewinst wordt bereikt, doordat België en Nederland in momenteel  drie landen hetzelfde gebouw delen en er in Brussel/Den Haag een uitwisseling is van Nederlandse en Belgische diplomaten. Daarnaast is de Plaatsvervangend Chef de Post van de Nederlandse Ambassade in Tirana (Albanië) een Belgisch diplomaat, terwijl de tweede man van de Belgische ambassade in Yaoundé (Kameroen) een Nederlandse diplomaat is. Verder vertegenwoordigt België in 54 landen Luxemburg en in 9 landen Nederland, dat op zijn beurt in 19 landen de Belgische belangen behartigt.